# Гайана
Гайа́на (англ. Guyana о файле/ɡaɪˈænə/), полное официальное название — Кооперати́вная Респу́блика Гайа́на (англ. Co-operative Republic of Guyana /koʊˈɒpərətɪv rɪˈpʌblɪk ɒv ɡaɪˈænə/) — государство на северо-востоке Южной Америки. С севера омывается Атлантическим океаном, на западе граничит с Венесуэлой, на юге — с Бразилией, на востоке — с Суринамом. Гайана — единственная континентальная страна Южной Америки, входящая в Содружество наций, единственная на континенте англоязычная страна и единственная континентальная страна Южной Америки, где ни разу не было государственного переворота, а также страна с самым высоким на материке ВВП на душу населения по ППС.
Столица — Джорджтаун. Официальный язык — английский. Денежная единица — гайанский доллар. Форма правления: парламентская республика. Административно-территориальное деление: 10 регионов. Гайана — член ООН (1966), ВТО (1995), ОАГ (1991), Сообщества стран Карибского бассейна (КАРИКОМ; 1973).

## Этимология
Бывшая колония Великобритании Британская Гвиана (англ. British Guiana) в 1966 году провозглашена независимым государством, которое приняло название «Гайана» (англ. Guyana). Обычное объяснение этимологии топонима «Гайана, Гвиана» — «(страна) обильных вод» или «большой воды», «многих вод» — очевидно, выводится из тупи guai («река») и -ana — увеличительный суффикс. В 1970 году название страны было изменено на «Кооперативная Республика Гайана» (англ. Co-operative Republic of Guyana). Это связано с тем, что в стране был принят социалистический курс на развитие сельского хозяйства с опорой на кооперативы.

## География
Гайана расположена в восточной части Гвианского плоскогорья. На западе страны находится самая высокая точка Гайаны — гора Рорайма (2810 м).
Вдоль Атлантического побережья тянется сильно заболоченная низменность, достигающая ширины 100 км.
В стране много рек, озёр, водопадов, самый крупный из которых — водопад Кайетур — в 5 раз выше Ниагарского.
Почти 90 % территории страны покрыто влажными джунглями.
Животный мир богат и разнообразен. Более 100 видов млекопитающих, в том числе ленивцы, муравьеды, броненосцы, тапиры. Множество различных обезьян. В реках водятся выдры, различные рыбы (в том числе пираньи), кайманы. Среди птиц — гоацины, колибри, попугаи, туканы, фазаны, цапли. Среди насекомых — гигантские жуки и бабочки. В прибрежных водах океана — изобилие креветок.

### Климат
Для Гайаны характерен субэкваториальный тип климата. На побережье среднемесячные температуры не превышают 26—27,5 °С; в год выпадает 2000—2500 мм осадков, в основном с середины апреля до середины августа (с пиком в июне) и с середины ноября до конца января (с пиком в декабре). Наиболее увлажнены наветренные склоны Гвианского плоскогорья в западной части страны (до 3000 мм осадков в год). Во внутренних областях страны преобладает более жаркая погода (до 30 °С), осадков около 1500 мм в год, влажный сезон длится с мая по август.

### Внутренние воды
Речная сеть густа и полноводна. Основные реки: Эссекибо, Демерара, Бербис и Корантейн — судоходны лишь на небольших участках в устьях. В верхнем и среднем течении реки, низвергаясь с краевых уступов Гвианского плоскогорья, образуют многочисленные пороги и водопады, в том числе водопад Кайетур (выс. 225 м) на р. Потаро (бассейн Эссекибо).

## История
До прихода европейцев на территории нынешней Гайаны жили индейцы араваки. В конце XV века испанцы открыли побережье Гайаны, но их не привлекла эта болотистая местность с нездоровым климатом. Однако Гайана заинтересовала других европейцев.

### Колониальный период

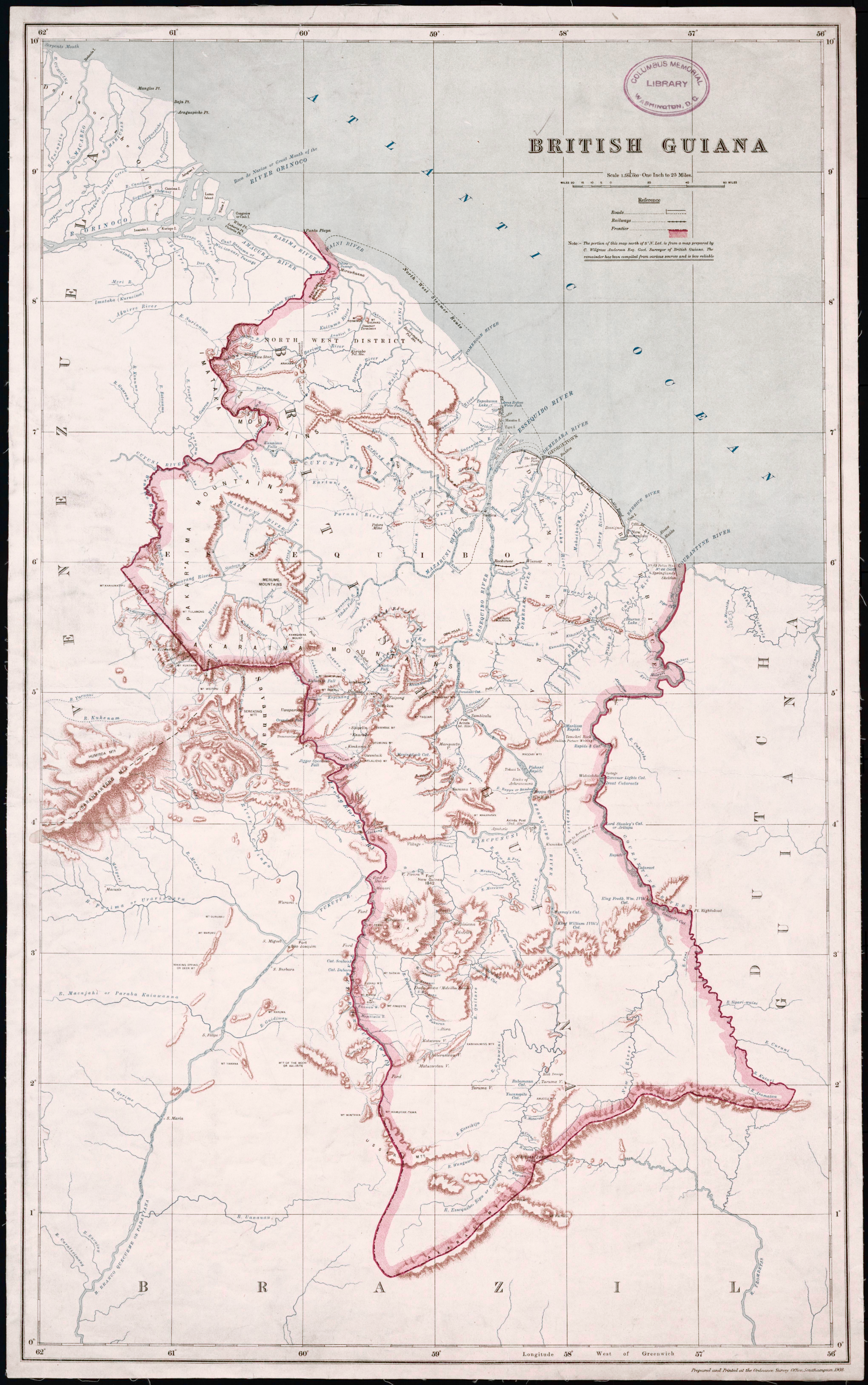
Британская Гвиана в 1908 году

На протяжении XVIII—XIX веков между Великобританией, Нидерландами и Францией шла борьба за право владения Гайаной. Первых успехов достигла Голландия, основав к 1773 году три своих поселения в устьях рек Эссекибо, Демерара и Бербис.
Сначала голландцы в основном занимались торговлей с индейскими племенами. Затем стали развивать плантационное хозяйство, культивируя табак, хлопок, кофе, сахарный тростник. Попытки использовать на плантациях труд индейцев провалились, поскольку индейцы не желали работать. С середины XVII века голландцы стали завозить чернокожих рабов из Африки. Однако и они зачастую убегали с плантаций в джунгли, образовав там общины так называемых «лесных негров».
В 1803 году Британия захватила голландские поселения, а в 1814 году по Венскому договору официально получила земли, объединённые в 1831 году под названием Британская Гвиана.
Британцы заняли также периферийные земли бывшей Великой Колумбии, положив начало территориальному спору с независимой Венесуэлой из-за территории Гайана-Эссекибо (Западная Гайана).
Отмена Британией рабства в 1834 году привела к массовому уходу бывших рабов-африканцев с плантаций в города. Часть из них основала свои посёлки.
Нежелание освобождённых африканцев работать на плантациях вновь поставило вопрос о рабочей силе. Англичане стали вербовать рабочих-контрактников. Это были португальцы с острова Мадейра, китайцы, но больше всего — индийцы.
С конца XIX века британцы стали развивать в колонии добычу бокситов, золота, алмазов, а также производство сахара.
В 1926 году введена первая конституция Британской Гвианы и создан местный законодательный совет.
В 1950 году была создана Народная прогрессивная партия Гайаны, придерживавшаяся марксистско-ленинской идеологии. Она побеждала на выборах 1953, 1957 и 1961 годов, но в противовес ей британская администрация стала поддерживать отколовшийся от НППГ Народный национальный конгресс, фактически ставший правящей партией после 1964 года.

### Период независимости
26 мая 1966 года Гайана провозглашена независимым государством, 23 февраля 1970 года она становится Кооперативной Республикой Гайана. Такое название было связано с объявленным ННКГ курсом на построение «кооперативного социализма», что было закреплено в конституции страны 1980 года.
После обретения независимости значительная часть населения эмигрировала, в основном в Великобританию, а также в США и Канаду.
Имеет дипломатические отношения с более чем 140 странами.

## Государственное устройство
Основной закон — Конституция Гайаны. Форма государственного правления — парламентская республика. Глава государства — президент. Им становится лидер партии, победившей на очередных парламентских выборах. Количество сроков президентства с недавнего времени ограничено двумя сроками по 5 лет.
Национальная ассамблея Гайаны — однопалатный законодательный орган из 65 депутатов, избираемых населением на 5-летний срок.

### Политические партии
Основные партии (по итогам парламентских выборов 2 марта 2020 года):
- Народная прогрессивная партия Гайаны — левая (индийского населения), 50,69 % голосов — 33 места в парламенте;
- Блок «Союз за национальное единство» (включал несколько партий и движений: Партия действия, Национальный конгресс, Народное партнёрство, Справедливость для всех, Национальный демократический фронт, Альянс национального фронта, Народный национальный конгресс и Союз трудящегося народа) — левый (негритянский), 47,34 % голосов — 31 место;
- Новая и единая Гайана — левая (коренных народов) 0,5 % голосов — 1 место.

Кроме них, есть ещё партия Свобода и справедливость; Новое движение; партия «Измени Гайану»; Народная республиканская партия; партия «Гражданская инициатива»; Объединённая республиканская партия.

## Население

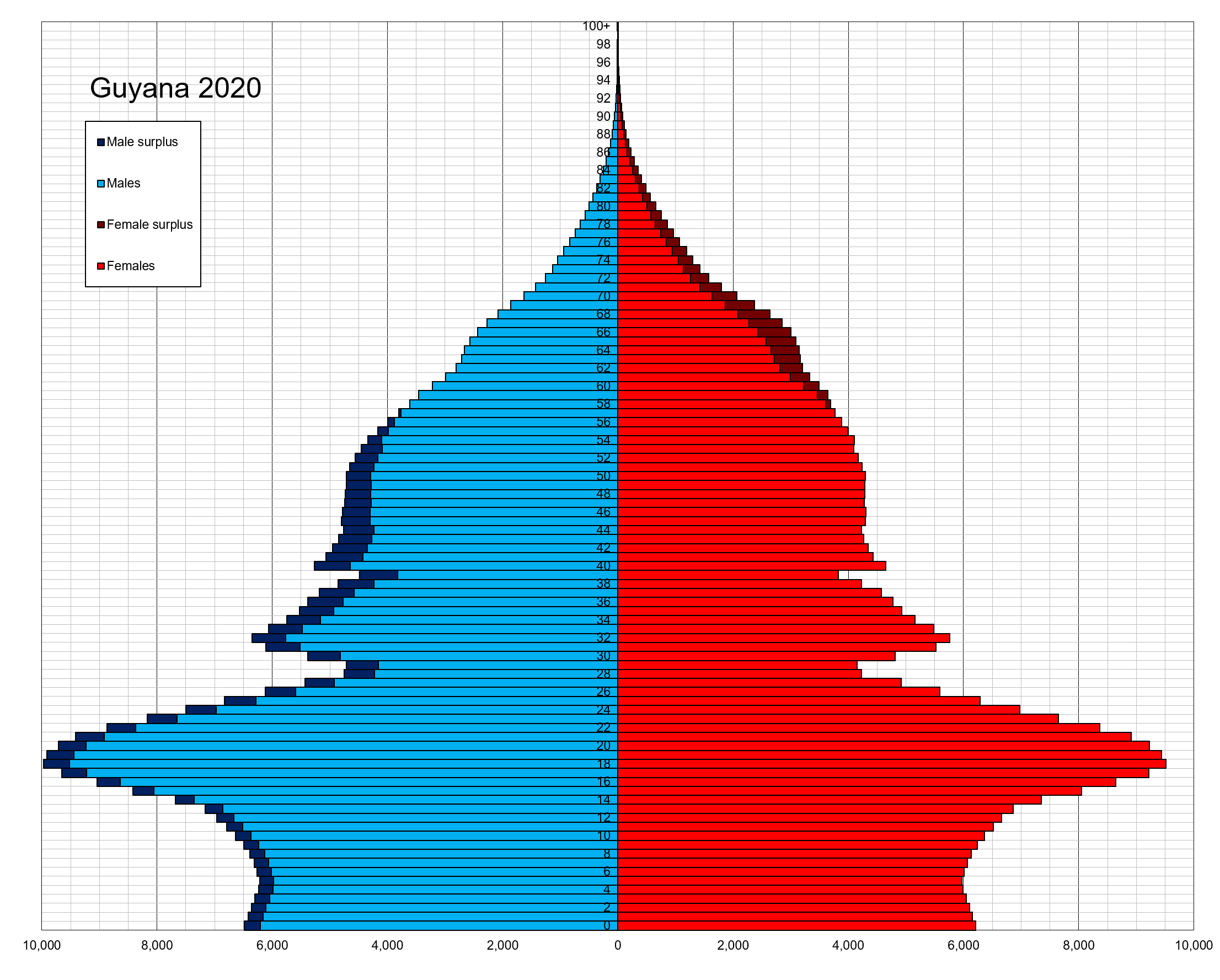
Возрастно-половая пирамида населения Гайана на 2020 год

Численность населения — 0,75 млн (оценка на июль 2010).
Около 90 % проживает в прибрежных районах.
Годовая убыль населения — 0,5 % (высокий уровень эмиграции из страны).
Рождаемость — 17,6 на 1000 (фертильность — 2,4 рождений на женщину).
Смертность — 13,5 на 1000.
Эмиграция — 15,8 на 1000.
Средняя продолжительность жизни — 63 года у мужчин, 71 год у женщин.
Заражённость вирусом иммунодефицита (ВИЧ) — 2,5 % (оценка на 2007 год).
Городское население — 28 %.
Этнорасовый состав (по переписи 2002 года):
- 43,5 % — индогайанцы[англ.];
- 30,2 % — афрогайанцы;
- 16,7 % — смешанного происхождения (метисы и мулаты);
- 9,1 % — индейцы;
- 0,4 % — другие (португальцы, китайцы, арабы).

Языки:
- английский (официальный);
- гайанский креольский (на основе английского);
- карибский хиндустани (диалект бходжпури);
- индейские языки.

Религии (по переписи 2002 года):
- христианство — 57,4 %:
  - пятидесятники — 16,9 % (Ассамблеи Бога и др.);
  - католики — 8,1 %;
  - англикане — 6,9 %;
  - адвентисты седьмого дня — 5 %;
  - методисты — 1,7 %;
  - свидетели Иеговы — 1,1 %;
  - другие христиане — 17,7 %;
- индуизм — 28,4 %;
- ислам — 7,2 %;
- атеисты — 4,3 %;
- прочие — 2,7 %[источник не указан 2982 дня].

## Экономика

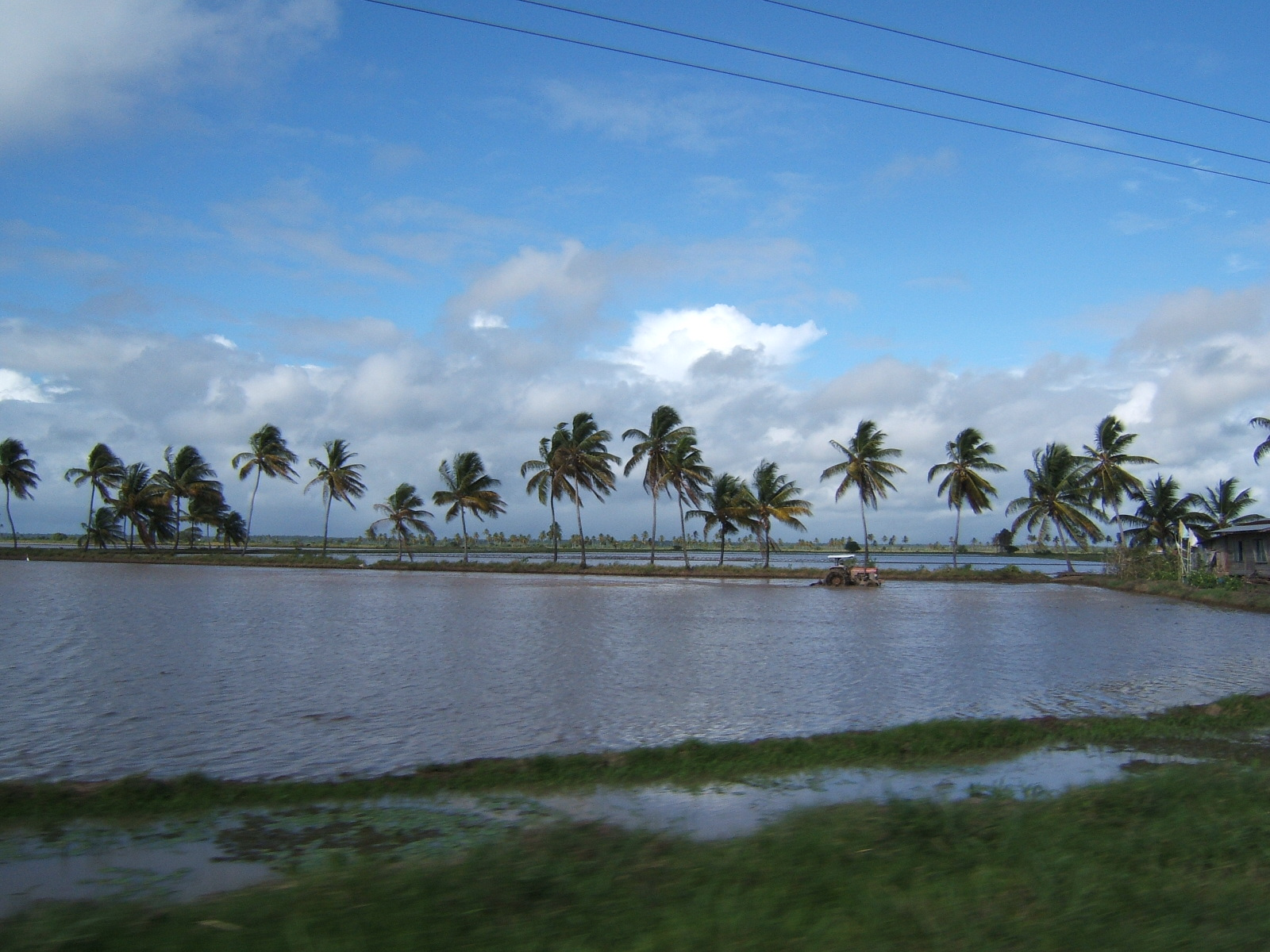
Трактор на рисовом поле на прибрежном плато Гайаны

Природные ресурсы: нефть, бокситы, золото, алмазы, твёрдая древесина, креветки, рыба. Имеются залежи руд марганца, железа, молибдена, никеля, но они не разрабатываются. Также мало используются крупные гидроэнергетические ресурсы.
По размеру ВВП на душу населения (80,1 тыс. долларов США в 2024 году) Гайана занимает одно из первых мест среди стран Карибского региона и 10-е место в мире.
Основу экономики Гайаны составляют сельское хозяйство и горнодобывающее производство (6 основных продуктов — сахар, золото, бокситы, креветки, лес, рис).
Основные проблемы — недостаточная квалификация рабочей силы и слаборазвитая инфраструктура.
Большой внешний долг — 1,726 млрд долл. в конце 2017 года (в 2007 году Межамериканский банк развития списал долг Гайаны в размере почти 0,5 млрд долл.).
Безработица — 11,1 % (в 2016 году).
Сельское хозяйство (25 % ВВП) — сахарный тростник, рис, креветки, рыба, растительное масло; скот, свиньи, птица.
Промышленность (24 % ВВП) — добыча бокситов, производство сахара, обработка риса, лесная промышленность, текстиль, добыча золота.
Сфера обслуживания — 51 % ВВП.
Экспорт (2,05 млрд долл. в 2017 году) — золото (41 %), рис (11 %), бокситы и алюминий (до 8 %), сахар, ром, морепродукты (в том числе креветки). Основные покупатели — Канада (24 %), США (16 %), Тринидад и Тобаго (9,9 %), Панама (7,7 %).
Импорт (1,88 млрд долл. в 2017 году) — машины и оборудование (23 %), нефтепродукты (19 %), готовые химические товары (18 %), металлы (6 %), а также готовые потребительские и продовольственные товары. Основные поставщики — США (26 %), Тринидад и Тобаго (25 %), Китай (9,3 %), Суринам.
Входит в международную организацию стран АКТ.
В 2005 году компания «Русский алюминий» открыла в Джорджтауне своё представительство, а в 2006 году заключила с правительством Гайаны соглашение о приватизации бокситовых рудников в Бербисе, в соответствии с которым её доля в этом предприятии составит 90 %.
В ноябре 2019 года Международный валютный фонд представил прогноз, что экономика страны может резко вырасти в связи с найденными большими запасами нефти (в 3—4 раза за следующие 5 лет).

## Транспорт
Освоенность территории страны транспортными артериями невысокая.
Основным видом транспорта в Гайане является автомобильный. Из 8 тысяч километров автодорог 590 км имеют асфальтовое покрытие. Гайана — одна из двух стран в Южной Америке (вторая — Суринам), где до сих пор присутствует левостороннее движение.
Длина железных дорог на 2005 год составляет 187 км.
Длина речных путей используемых для судоходства 1000 км.
Важнейшие морские порты: Джорджтаун, Нью-Амстердам, Эвертон.
В стране 3 международных аэропорта и около 40 местных аэродромов.

## Внешняя политика

### Территориальные споры
В конце XIX века Венесуэла объявила о своих претензиях на территорию Британской Гвианы западнее реки Эссекибо (Гуаяна-Эсекиба или Западная Гайана) — после того, как там были обнаружены залежи золота и алмазов. Международный арбитражный трибунал в 1899 году решил спор в основном в пользу Британии, Венесуэле был передан участок на северо-западе Британской Гвианы.
С 1962 года, за 4 года до получения Гайаной независимости от Британии, Венесуэла вновь стала требовать территории западнее реки Эссекибо — площадью около 160 тыс. км², то есть почти три четверти всей территории Гайаны. Эти претензии повторялись всеми президентами Венесуэлы, в том числе Уго Чавесом.
Кроме того, Суринам выражает претензии на часть территории на юго-востоке Гайаны. Там предполагается наличие месторождений нефти.

## Вооружённые силы
Состоят из сухопутных сил, береговой стражи, воздушных сил.
В сухопутных силах — два пехотных батальона (из них один резервный — в мирное время укомплектованы только штаб батальона и одна рота), сапёрный батальон, батальон снабжения.
Береговая стража — 5 патрульных катеров.
Воздушные силы — лёгкие самолёты патрульной службы и один транспортный вертолёт.

## Административное деление Гайаны

Карта административного деления Гайаны

Гайана подразделяется на 10 регионов.
| Название региона (рус.)        | Регион (англ.)                  | Площадь, км² | Население, (2002) чел. | Плотность населения, чел./км² | Адм. центр      |
| ------------------------------ | ------------------------------- | ------------ | ---------------------- | ----------------------------- | --------------- |
| Барима-Уайни                   | Barima-Waini                    | 20 339       | 24 275                 | 1,19                          | Мабарума        |
| Куюни-Мазаруни                 | Cuyuni-Mazaruni                 | 47 213       | 17 597                 | 0,37                          | Бартика         |
| Демерара-Махайка               | Demerara-Mahaica                | 2 232        | 310 320                | 139,03                        | Джорджтаун      |
| Ист-Бербис-Корентайн           | East Berbice-Corentyne          | 36 234       | 123 695                | 3,41                          | Нью-Амстердам   |
| Эссекибо-Айлендс-Уэст-Демерара | Essequibo Islands-West Demerara | 3 755        | 103 061                | 27,45                         | Вред-эн-Хуп     |
| Махайка-Бербис                 | Mahaica-Berbice                 | 4 190        | 52 428                 | 12,51                         | Форт-Веллингтон |
| Померун-Супенаам               | Pomeroon-Supenaam               | 6 195        | 49 253                 | 7,95                          | Анна-Реджина    |
| Потаро-Сипаруни                | Potaro-Siparuni                 | 20 051       | 10 095                 | 0,50                          | Мадия           |
| Аппер-Демерара-Бербис          | Upper Demerara-Berbice          | 17 040       | 41 112                 | 2,41                          | Линден          |
| Аппер-Такуту-Аппер-Эссекибо    | Upper Takutu-Upper Essequibo    | 57 750       | 19 387                 | 0,34                          | Летем           |
| Всего                          | —                               | 214 999      | 751 223                | 3,49                          | —               |

## Образование
Грамотность населения в возрасте старше 15 лет составляет 99 % (2003).
Университет Гайаны.

## СМИ
Государственная телерадиокомпания — NCN (National Communications Network), включает в себя одноимённый телеканал, радиоканалы Voice of Guyana, Fresh FM и 98.1 Hot FM, создана в 2004 году путём объединения GBC (Guyana Broadcasting Corporation — «Гайанская вещательная корпорация») и GTV (Guyana Television Broadcasting Company — «Гайанская телевизионная вещательная компания»).

## Спорт
Олимпийская ассоциация Гайаны создана в 1935, признана МОК в 1948. Спортсмены Гайаны участвовали в Олимпийских играх 1948—1964 и с 1968 во всех олимпийских играх в соревнованиях по боксу, велоспорту, лёгкой и тяжёлой атлетике. Первую медаль — бронзовую — завоевал на олимпийских играх 1980 боксёр легчайшего веса М. Энтони.